# Wolfram Vindl
Wolfram Vindl (* 4. Januar 1945 in Breitenwang, Tirol) ist ein österreichischer Politiker (ÖVP).

## Leben
Wolfram Vindl beabsichtigte zunächst, Lehrer zu werden, so dass er nach dem Hauptschulabschluss, 1959, die Lehrerbildungsanstalt in Innsbruck besuchte. Doch nach zwei Jahren brach er 1961 seine Ausbildung ab und fand 1962 Arbeit als Angestellter im Grundbuchamt am Bezirksgericht des Bezirks Reutte. Ein Jahr später wurde Vindl Beamter im Amt der Tiroler Landesregierung, wo er als Sachbearbeiter im Baubezirksamt Reutte eingesetzt wurde.
Ab 1972 war Vindl Bezirksvorsitzender des Österreichischen Arbeitnehmerinnen- und Arbeitnehmerbundes (ÖAAB), einer Teilorganisation der ÖVP, in Reutte. 1984 saß er erstmals für wenige Monate als Abgeordneter der ÖVP im Tiroler Landtag. Nach zweijähriger Abwesenheit wurde er 1986 erneut als Landtagsabgeordneter vereidigt. Dieses Mal sollte er dem Tiroler Landesparlament acht Jahre, bis 1994, angehören.
Ab 1992 saß er zudem als Gemeinderatsmitglied in der Bürgervertretung der Gemeinde Wängle.
Im Dezember 1997 zog er als Mitglied in den Bundesrat in Wien ein. Der österreichischen Länderkammer gehörte Vindl bis März 1999 an.

## Auszeichnungen
- Verdienstkreuz des Landes Tirol